# Ролевой конфликт
Ролевой конфликт — конфликт, обусловленный противоречиями между различными ролями или компонентами ролей одного или нескольких человек.
Ролевой конфликт — это одна из разновидностей ролевого стресса, наряду с ролевой неоднозначностью и ролевой перегрузкой.

## Определение и теория
Согласно определению ролевого конфликта одного из ведущих специалистов в области ролевых теорий, Брюса Биддла, «ролевой конфликт — это любое из нескольких возможных относительно продолжительных несоответствий между элементами ролей, проявляемых людьми в социальной ситуации, которые приводят к проблемам для одного или большего числа этих людей как индивидуумов».
Ролевые конфликты возникают из противоречий между тремя группами факторов: а) организационными (ролевыми предписаниями, или социально заданными ролевыми позициями); б) межличностными (стилем взаимодействия, взаимными ролевыми ожиданиями); в) личностными (мотивами, ценностями, опасениями, Я-концепцией человека).

### Типы ролевых конфликтов
В разных источниках насчитывается от 4 до 16 типов ролевых конфликтов, наиболее часто встречаются такие: а) интраролевой — внутренний конфликт между разными компонентами или разновидностями одной и той же роли; б) интерролевой — внутренний конфликт между несовместимыми (дивергентными) ролями, которые играет один индивид; в) интраперсональный — внутренний конфликт между различными моделями одной и той же роли; г) интерперсональный — внешний конфликт между несовместимыми (дивергентными) ролями разных людей.
В основе внутренних ролевых конфликтов лежат противоречия между ролевым поведением человека и его представлением о себе как о субъекте этой роли. Он возникает тогда, когда человек принимает психологическую роль только внешне, на уровне поведения, но не может принять её внутренне, на уровне переживания, считать своей. Ситуация внутреннего ролевого конфликта может возникать, когда человек вынужден принять психологическую роль под давлением внешних обстоятельств. Внутренний ролевой конфликт может возникать и в ситуации, когда к одной и той же роли предъявляются противоречивые ожидания со стороны различных субъектов или групп, которые невозможно удовлетворить одновременно.
В основе внешних ролевых конфликтов чаще всего лежат противоречия между реальным ролевым поведением человека и ролевыми ожиданиями со стороны окружающих. Он возникает в ситуациях, когда человек не хочет или не может исполнять ту социальную роль, которую он должен играть согласно своему положению в группе, или не принимает социальные ролевые стереотипы и нормы, принятые в обществе. В результате такого нарушения со стороны социума могут следовать санкции разной степени строгости. Внешний ролевой конфликт может возникать также при изменении человеком ролевого поведения. Стремление играть новую роль наталкивается на старые ожидания, сформировавшиеся в группе, которые заставляют человека возвращаться в предыдущую роль.
Внутренний и внешний конфликты могут переходить один в другой. Поддаваясь групповому давлению и изменяя своё ролевое поведение на социально желательное, человек «загоняет» конфликт вовнутрь. Наоборот, если он по внутреннему побуждению «сбрасывает» с себя неугодную роль, то конфликт переходит во внешний. Конформные и гиперсоциализированные личности тяготеют к внутреннему ролевому конфликту, что, по сути, является невротическим реагированием на ситуацию. Личности, отличающиеся психопатической дезадаптацией, наоборот, склонны к внешнему.